# ピースボート災害支援センター
公益社団法人ピースボート災害支援センター（ピースボートさいがいしえんセンター、英語: Peace Boat Disaster Relief、略称:PBV）は、被災地での災害支援活動や、災害に強い社会作りに取り組む公益法人である。ピースボートの災害支援としては1995年の阪神・淡路大震災をきっかけに取り組んできたが、2011年の東日本大震災以降、継続的な支援の必要性から災害支援を専門とする一般社団法人を設立した。2025年4月に内閣府から公益社団法人に認定された。

## 概要
ピースボートの災害支援は1995年1月17日に発生した阪神・淡路大震災をきっかけに始まった。以来、台湾、トルコでの大地震、アメリカのハリケーン・カトリーナなど世界各地でも活動をしてきた。2011年3月11日に発生した東日本大震災をきっかに、ピースボート災害ボランティアセンターを設立。以後、長年にわたり東北の復興に努め、日本各地で起こった台風、水害、地震、豪雪などの被災地へ緊急支援を行い、ボランティア派遣を実施している。また、平時の取り組みとして、防災・減災教育に力を入れ、研修やワークショップ、講習などを実施している。「人こそが人を支援できる」という団体理念を掲げ、自発的に支援活動に携わる人々と活動を続けている。2019年10月に団体名称を「ピースボート災害支援センター」へ変更。

## 沿革
1995年、ピースボートが被災地での支援活動を開始
2011年、一般社団法人 ピースボート災害ボランティアセンターを設立
2019年、一般社団法人 ピースボート災害支援センターへ団体名を変更
2025年、公益社団法人 ピースボート災害支援センターへ法人格を変更

## 被災地での支援を実施した災害

### ピースボートとして

#### 国内
- 1995年1月　阪神・淡路大震災
- 2004年11月　新潟県中越地震
- 2007年7月　新潟県中越沖地震

#### 海外

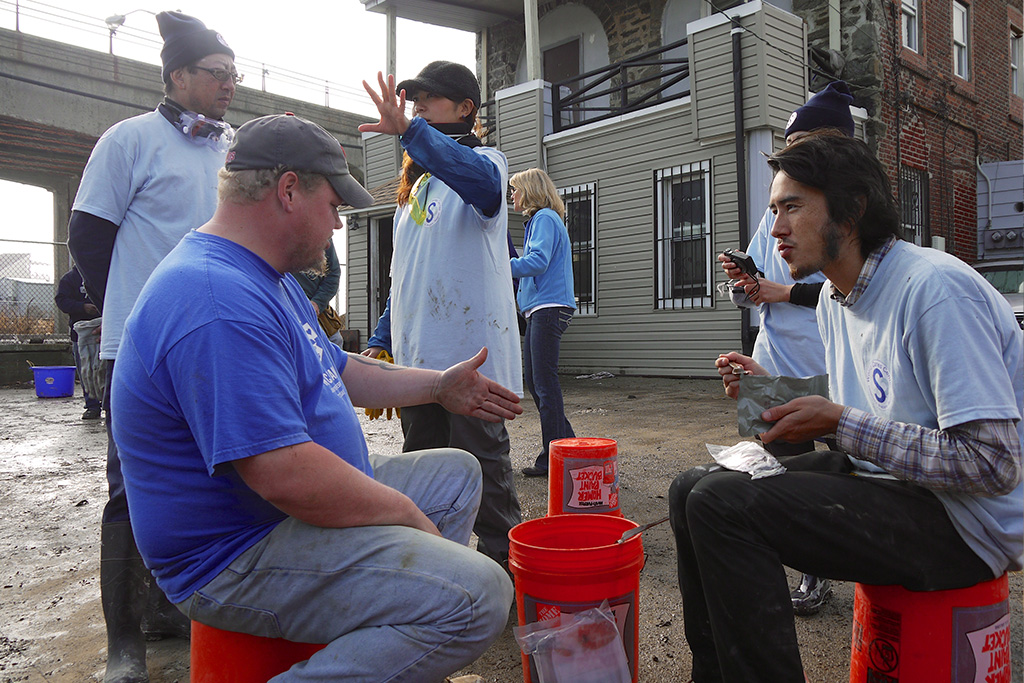
2012年　アメリカで発災したハリケーン・サンディの支援の様子。

- 1999年8月　トルコ地震
- 1999年9月　台湾大地震
- 2003年5月　アルジェリア大地震
- 2004年12月　スリランカスマトラ沖地震（津波被害）
- 2005年8月　米国ハリケーン・カトリーナ
- 2005年10月　パキスタン北西部地震
- 2006年5月　インドネシアジャワ島地震
- 2007年8月　コリア集中豪雨による大水害
- 2008年5月　中国・四川大地震
- 2009年9月　フィリピン台風
- 2010年2月　チリ地震
- 2010年12月　ベネズエラ豪雨による水害
- 2010年12月　コロンビア豪雨による水害

### ピースボート災害支援センターとして

#### 国内
- 2011年3月　東日本大震災
- 2011年8月　福島豪雨
- 2011年9月　和歌山台風12号
- 2012年2月　新潟豪雪
- 2012年7月　九州北部豪雨
- 2013年7月　静岡豪雨
- 2013年8月　山口豪雨
- 2013年8月　岩手豪雨
- 2013年9月　滋賀台風18号
- 2013年10月　伊豆大島台風26号
- 2014年2月　山梨・静岡雪害
- 2014年7月　山形豪雨
- 2014年8月　広島土砂災害
- 2014年8月　兵庫豪雨
- 2014年8月　徳島台風12号・11号
- 2014年11月　長野県神城断層地震
- 2015年9月　関東・東北豪雨
- 2016年4月　熊本地震
- 2016年9月　岩手台風10号
- 2017年7月　九州北部豪雨
- 2017年10月　三重台風21号
- 2018年6月　大阪北部地震

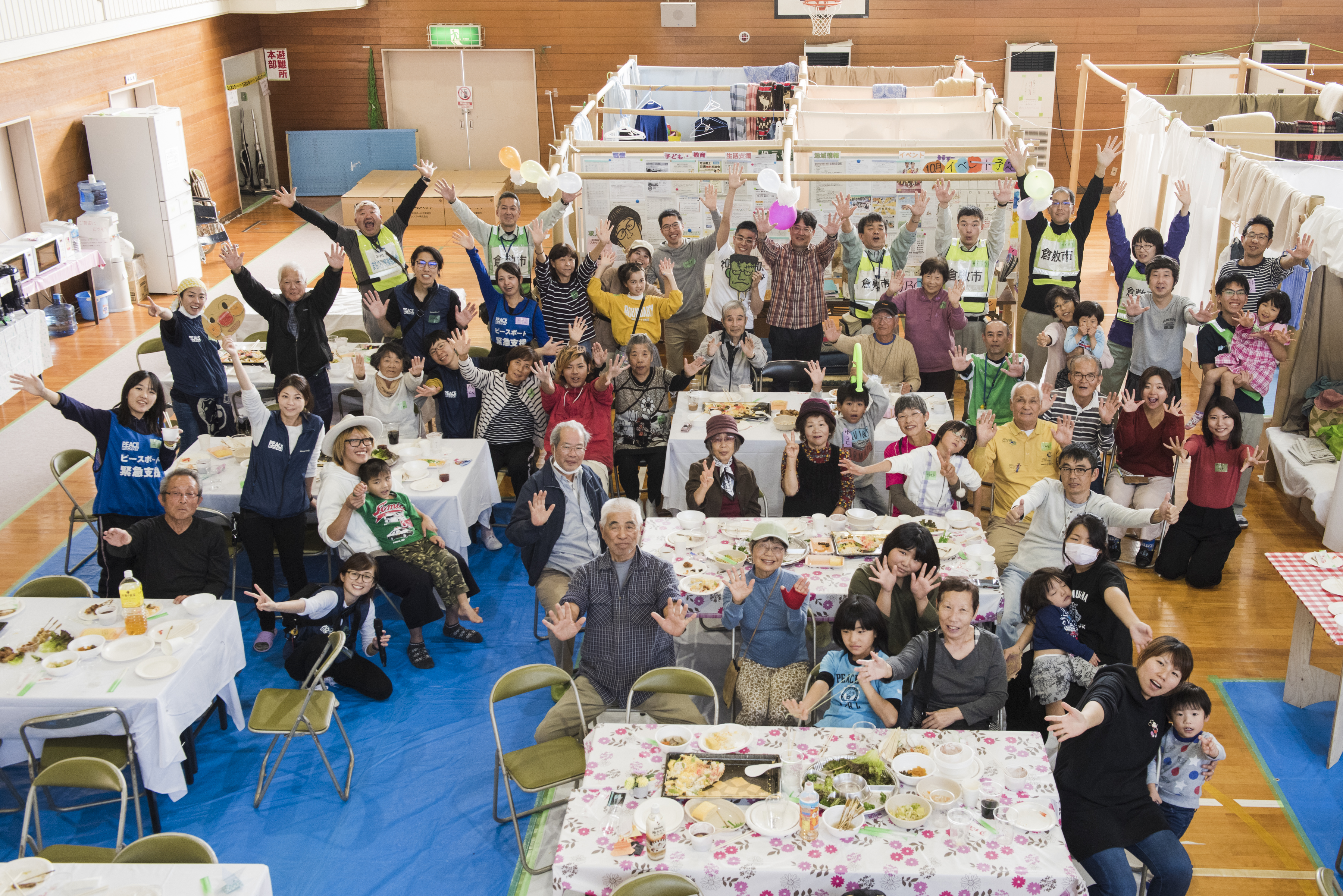
2018年　西日本豪雨の避難所で。

- 2018年7月　西日本豪雨（平成30年7月豪雨）
- 2018年9月　北海道胆振東部地震
- 2019年8月　九州北部豪雨

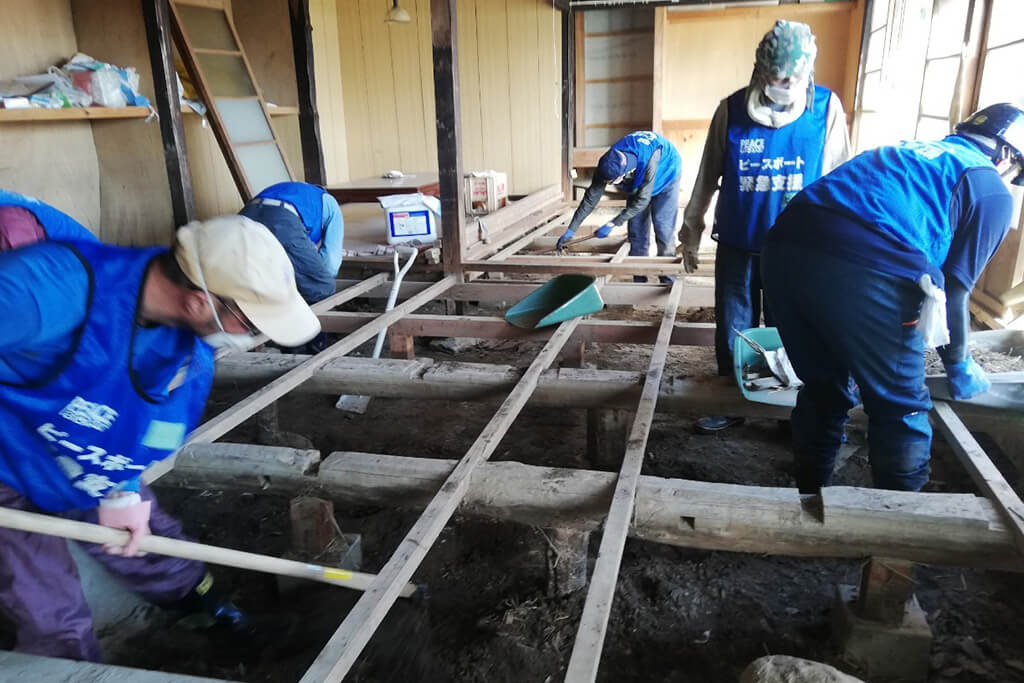
2019年　台風15号、19号の被害があった福島県と千葉県の支援の様子。

- 2019年10月　福島・千葉台風15号・19号

#### 海外
- 2011年10月　トルコ大地震

- 2012年10月　米国ハリケーン・サンディ
- 2012年11月　グアテマラ地震（英語版）
- 2013年5月　米国オクラホマ巨大竜巻
- 2013年11月　フィリピン台風30号（ハイエン）
- 2014年12月　フィリピン台風22号（ハグピート）
- 2015年3月　バヌアツサイクロン・パム
- 2015年4月　ネパール地震
- 2016年10月　ハイチ/キューバ　ハリケーン・マシュー

- 2018年6月　グアテマラ・フエゴ火山噴火

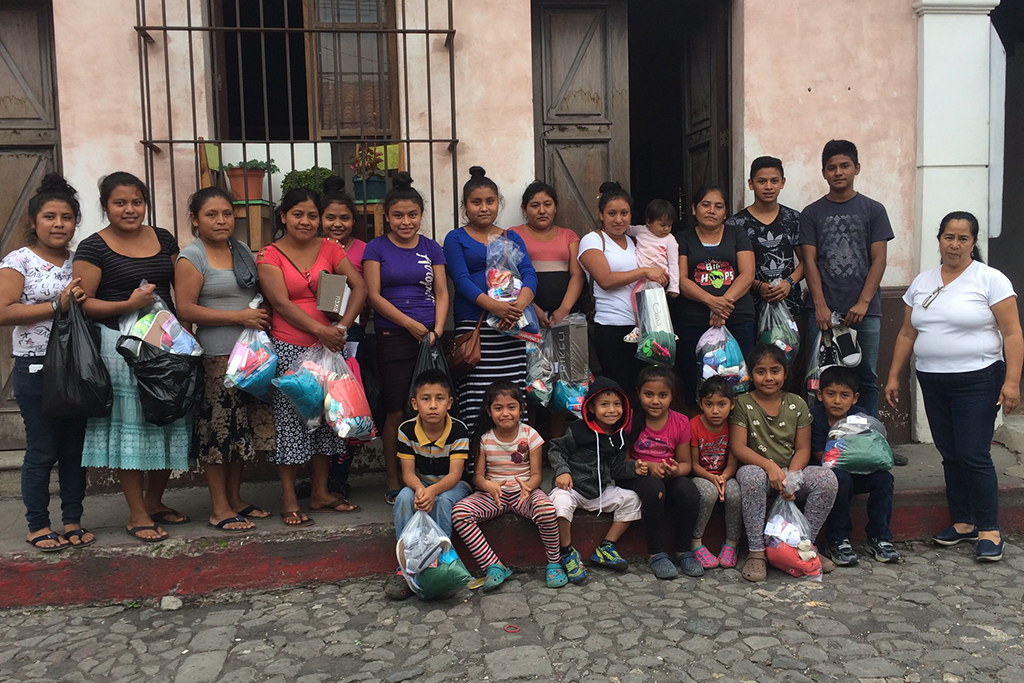
2018年　グアテマラで発災したグアテマラ火山噴火での支援

- 2019年3月　モザンビークサイクロン・イダイ（英語版）
- 2020年1月　オーストラリア森林火災

これまでに支援した延べ被災地数（2019年3月現在）
（1995年以降のピースボート災害救援を含む）
海外：28か国  国内：45地域
ともに活動したボランティアの延べ人数  101,268人

## 主な活動内容

### 東日本大震災への支援

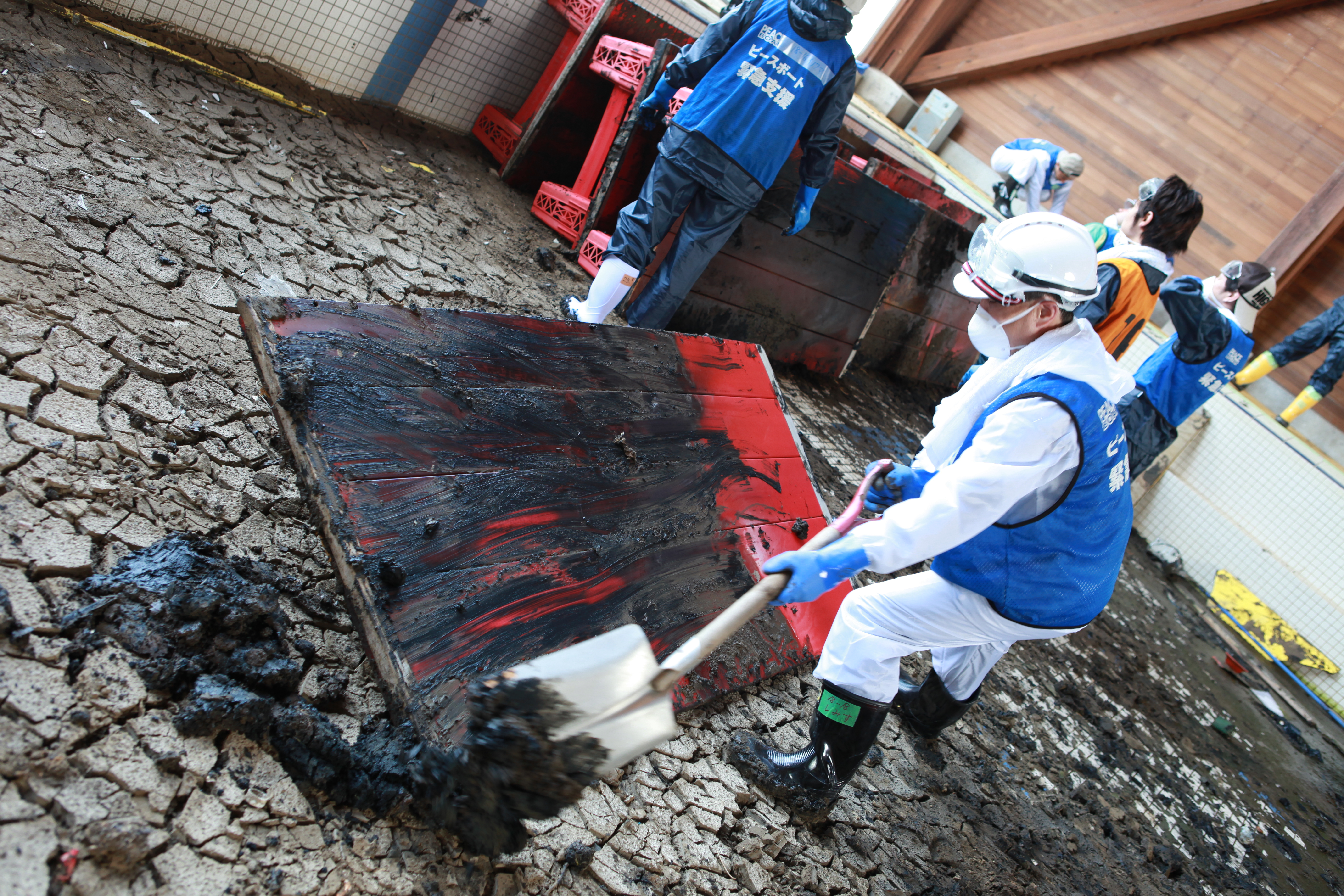
2011年東日本大震災での清掃活動

2011年3月、東日本大震災の甚大な被害を受けて宮城県石巻市・女川町にて支援活動を開始。発生直後から、現場へスタッフを派遣し、多くのボランティアと共に炊き出しや物資配布、避難所支援、家屋清掃など多岐に渡る支援活動を展開。継続的な支援活動を行うため一般社団法人 ピースボート災害ボランティアセンター（PBV）を設立。息の長い復旧・復興支援に携わり、2016年には地域課題に取り組む「一般社団法人 ピースボートセンターいしのまき」を設立。地元の方々と協力しながら地域振興の活動を継続した。2019年に「一般社団法人 ピースボートセンターいしのまき」は「一般社団法人 ほやほや学会」に名称変更した。また、原発事故による放射能への不安が続く福島では、子どもたちや若者を対象とした保養と国際教育プログラムなど、福島と世界をつなぐ活動を行っている。
- 炊き出しと物資配布

避難者への温かい食事を提供すため、炊き出しを実施。2011年6月には屋外の仮キッチンから石巻市中央に設置した「セントラル・キッチン」で調理を開始。行政や自衛隊による支援が届きにくい在宅避難者などに生活物資とともに計107,835食の食事の提供し続けた。商店の再開や避難所の閉鎖に伴い、同年10月に終了した。
- 避難所への支援

被災当初、石巻市本庁エリアだけで避難所は約170ヶ所存在した。場所によって受けられる物資サービスなども異なり、長期化する避難生活は非常に厳しいものだった。PBVでは、物資や炊き出しの支援のほかに、仮設風呂の運営、ダニや虫が発生した夏には布団・毛布の乾燥・除菌、網戸の設置にいたるまで、季節に合わせた幅広い活動を展開した。一部に待機所を残し、全ての避難所の閉鎖に伴い、2011年10月11日に活動を終了した。
- 被災家屋の清掃

津波が襲った地域では、いたる所に強烈な臭いとヘドロが入り込んでいた。ヘルメットや坊塵マスク、ヤッケなどを装備し、家具や水を含んだ重い畳を運び出し、泥だらけの家屋内の清掃を実施した。計2,141件の被災家屋清掃を実施し、被災地に駆けつけたボランティアが最も活躍した大規模な活動となった。
- 漁業支援

石巻市は、三陸沖に面し日本でも有数の漁場である。漁村は、津波によって壊滅的な被害を受けたことから、打ち上げられた漁具の回収作業などの漁業支援を実施した。その後、牡蠣やワカメ、ホタテの種付けから収穫、定置網のアンカーづくりまで、多岐に渡る漁業再開のための活動を行った。漁業支援を続ける中で、収穫量の落ち込みなど震災に関する問題に加え、担い手不足などの元々日本の第一次産業が抱えている問題にも直面した。そこで2012年2月から「おらほの浜体験」プログラムを開始し、ボランティアの枠を越え、漁業体験や漁師との交流、一口オーナーによる経済的な支援などを実施した。
- 仮設住宅への支援

石巻市の仮設住宅は最大134団地・7153戸。仮設住宅入居者に向けて生活情報や地域情報を提供するために、情報紙「仮設きずな新聞」を発行し、個別訪問によって配布した。「仮設きずな新聞」は2011年10月から2016年3月までに113号が制作され、累計で623,200部が発行された。配達地域は113団地に及ぶ。また、同時にコミュニティづくりのためのお茶会やベンチ・プランターの設置、家庭菜園を取り戻すための畑づくりなど、住民とともに行った。2016年4月からは情報紙発行・配布の活動は、「石巻復興きずな新聞舎」に引き継がれた。
- 地域振興への支援

コミュニティスペースづくりから取り組み、2016年4月に継続した復興支援活動と地域振興に取り組む、「一般社団法人 ピースボートセンターいしのまき」を設立。地域産業の振興や定住・交流人口の増加、漁村体験プログラム、牡蠣の販路拡大、視察研修などの活動を実施した。これらのプロジェクトを通して、石巻と女川には延べ1万人以上の人々が訪れた。2019年10月20日をもって、ピースボートセンターいしのまきは一部事業を終了し、法人名を「ほやほや学会」に変更した。「ほやほや学会」は、三陸の食卓には欠かせないほやの全国的・世界的な認知向上と販路開拓を目指し活動を実施している。
- 福島こどもプロジェクト[14]

2011年の震災後、ピースボートとPBVが、国際交流の体験を通して子どもたちに“夢と健康”を届けたいと、「福島こどもプロジェクト」を立ち上げた。これまでに、100名以上の子どもたちが参加し、放射能による制約のない環境下で、のびのびと過ごし、洋上や訪れる寄港地での国際交流を通じて、自分たちの夢や可能性を大きく広げる体験となっている。

### 国内外の災害支援
- 現地調査[15]

災害が発生すると関係機関や支援団体とのネットワークを駆使し情報収集を行う。同時に、被災地へ先遣スタッフを派遣し、現地ニーズ・被災状況・支援体制など調査を実施。被災地域の課題を把握し、支援を決定する。
- 支援調整

被災地のニーズに応じて災害ボランティアを募集し、派遣。企業・団体の強みを活かした協働を行っている。また、東京事務局では支援の基盤を支える寄付の募集や後方支援を実施する。
- 被災地の課題解決

被災地域の行政や社会福祉協議会、支援団体などと協働し、日々状況が変わるなかで組織的かつ責任ある支援活動を進めていく。被災地の状況に応じて、食事支援や家屋清掃・保全、物資支援、災害ボランティアセンター運営サポート、避難所運営サポート、仮設住宅支援、コミュニティ形成サポート、支援団体間調整・連携サポート、地域産業サポートなど多岐に渡る支援活動を展開する。

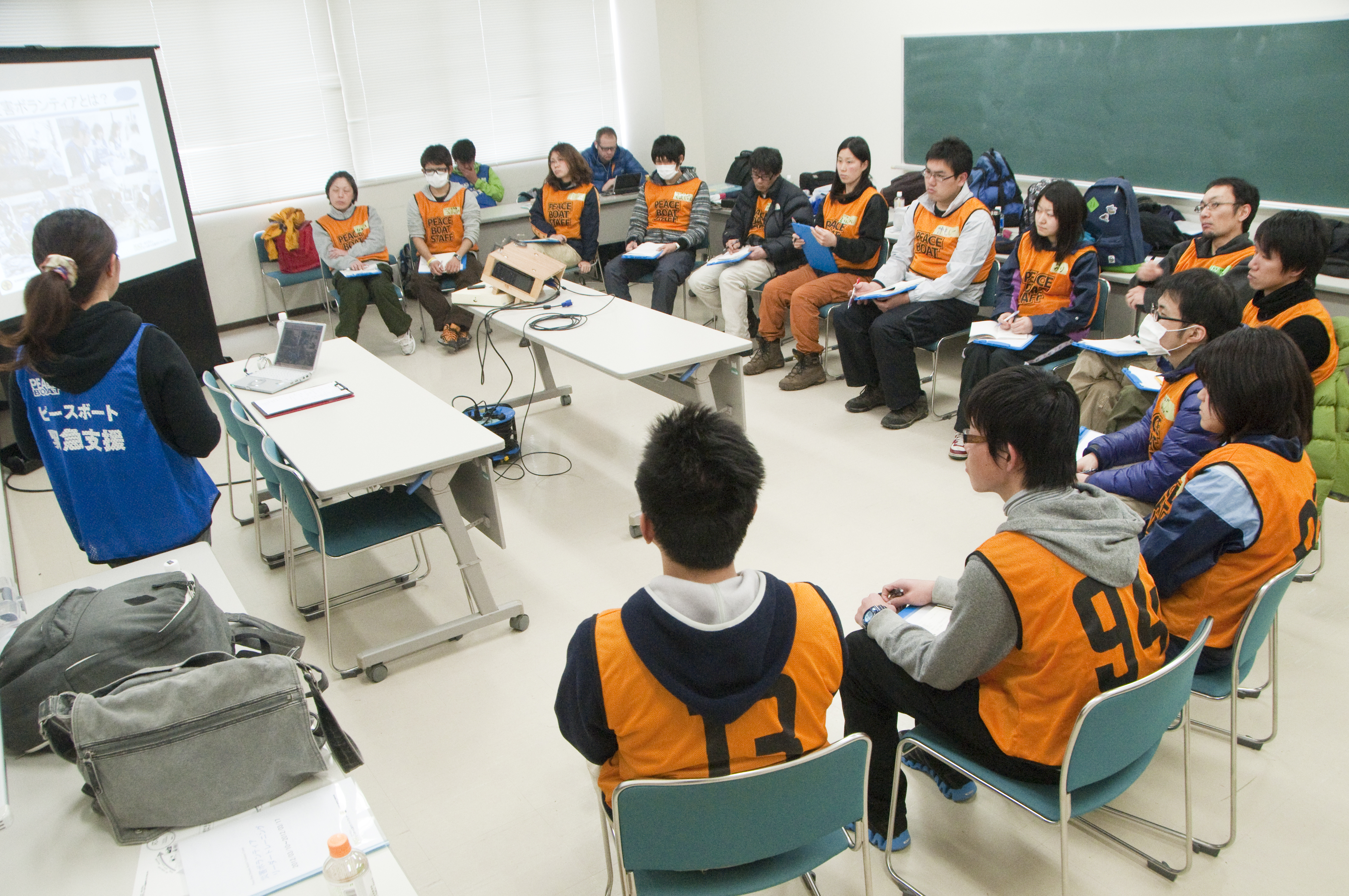
災害ボランティアトレーニングを受講しているときの様子。

### 防災・減災への取り組み
自然災害の発生しやすい日本において、お互いの命や生活を守るために、防災・減災を学ぶ機会を提供している。また、有益な支援活動ができるように多様なセクターが連携し協働できるネットワークを構築している。
- 防災減災教育[17]

災害大国言われる日本では、今後も南海トラフ地震や首都直下地震など大規模震災が想定され、また毎年のように台風や集中豪雨による水害が発生している。日本全国、どの地域でも災害が起こる可能性がある。PBVでは、これまでの災害支援の経験をもとに、災害ボランティア・トレーニングや各家庭、地域での防災教育、災害ボランティアセンターの運営研修、避難所運営研修などを実施している。その他、ワークショップや講演、イベント、冊子を通して災害対応を検討する事や被災地に訪れるプログラムなど、多様な防災教育に取り組んでいる。
- ネットワークづくり[20]

地域での防災・減災を担うボランティアを育成するとともに、そのボランティアが大規模災害時には地域を越えて助け合える仕組みづくりを目指している。また、災害時には公的機関と民間がお互いに連携・協働することも重要であるから、平時から様々なネットワークに参加し「顔の見える関係」を構築している。国連国際防災戦略事務局。
[加盟しているネットワーク]
- 全国災害ボランティア支援団体ネットワーク(JVOAD)[21]
- ジャパン・プラットフォーム(JPF)[22]
- 国際協力NGOセンター（JANIC）[23]
- 日本NPOセンター(JNPOC)[24]
- 東日本大震災支援全国ネットワーク（JCN）[25]
- 震災がつなぐ全国ネットワーク（震つな）[26]
- 防災・減災日本CSOネットワーク（JCC-DRR）[27]
- NGO安全管理イニシアティブ（JaNISS）[28]
- 支援の質とアカウンタビリティ向上ネットワーク（JQAN）[29]
- 国民生活産業・消費者団体連合会（生団連）[30]
- 民間防災および被災地支援ネットワーク（CVN）[31]
- 東京都災害ボランティアセンター　アクションプラン推進会議[32]
- おおさか災害支援ネットワーク（OSN）
- 新宿NPOネットワーク協議　[33]
- Global Network for Disaster Reduction（GNDR）[34]
- 女性防災ネットワーク・東京（GDNｰT）[35]

- 第3回国連防災世界会議[36]

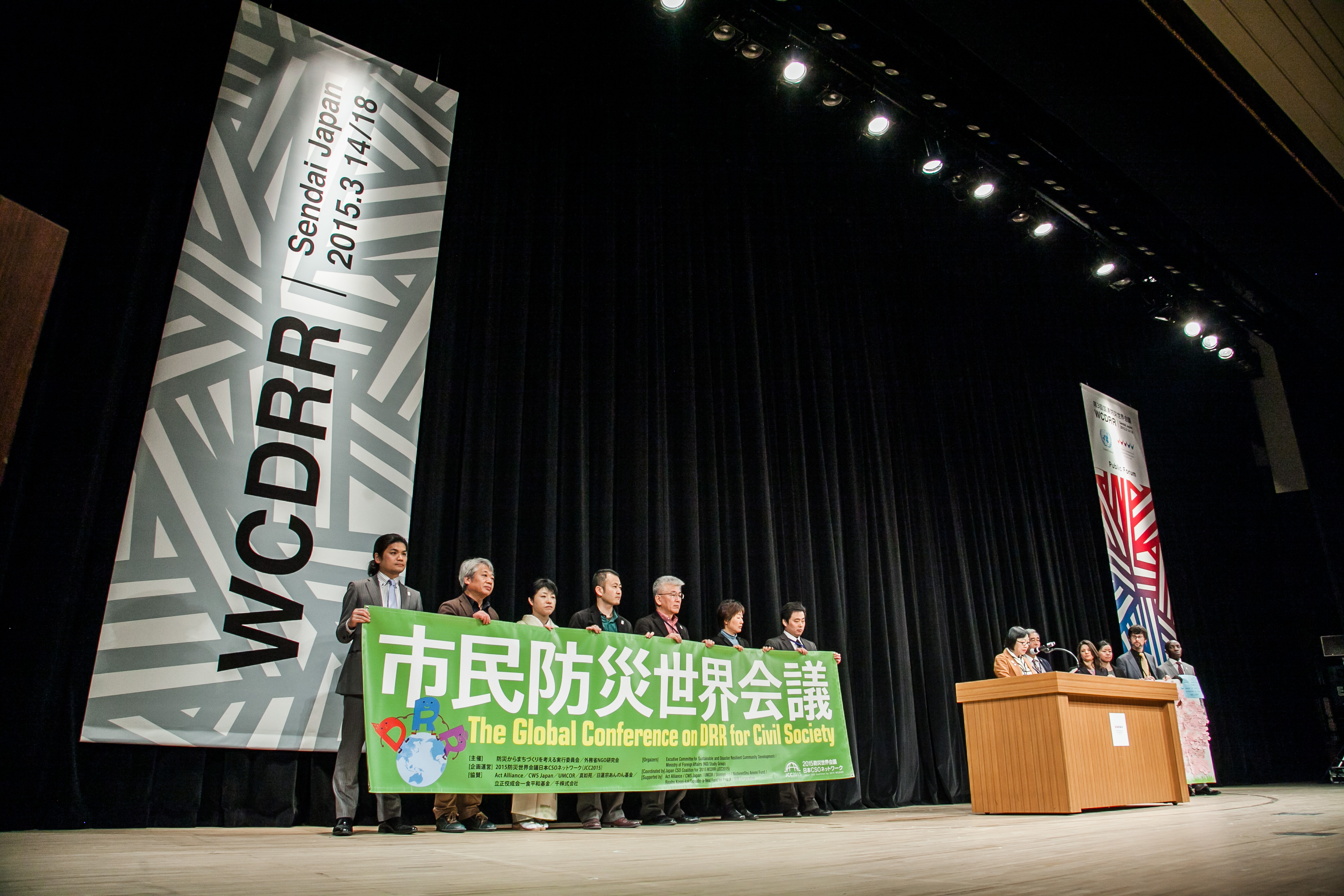
第3回国連防災世界会議サイドイベント市民防災会議。

2005年に神戸で行われた第2回会議では、「兵庫行動枠組(HFA)」が採択され、10年間に渡って各国の防災・減災の指針となってきた。2015年3月に「第3回国連防災世界会議」が仙台で開催され、2030年までの国際的な防災・減災の枠組みである「仙台防災枠組2015-2030」が採択された。第3回会議では、東北各地で活動するボランティアや市民社会の経験を共有するため、2015防災世界会議日本CSOネットワーク（JCC2015現在：JCC-DRR）が設立され、PBVは共同事務局を担った。市民参加型の世界会議になるようJCC2015が中心となり「市民防災世界会議」が開催され、東北の声や市民社会の経験を伝える様々な企画が行われた。
- 災害に強い都市「レジリエント・シティ」キャンペーン

2014年、ピースボートは、国連防災機関（UNDRR）が進める災害に強い都市づくりに向けた世界防災キャンペーン「Making Cities Resilient: My City is Getting Ready」の公式パートナーとなった。災害の被害を最小限に抑えるために、各国の地方自治体における防災・減災対策の促進を呼びかけいる。ピースボートとPBVは、年間3回の地球一周の船旅を通して、メッセンジャーとなって訪れる都市にキャンペーンを紹介し、船をトレーニングや議論を実施する「場」として活用している。また、各国から集ったユースリーダーの人材育成や国境と越えたネットワーク作りも実践している。

### 講演・イベント実施
PBVでは、東日本大震災をはじめとする災害ボランティアの活動、防災・減災に向けたセミナーやワークショップなどを全国各地で開催している。 また、対象者に合わせた内容のアレンジや講演・シンポジウムへの登壇、執筆協力なども行なっている。

## 出版物
『新版 災害ボランティア入門』合同ブックレット　2017年3月11日発行

## メディア

### 新聞

#### 読売新聞
2015年1月10日掲載（宮城県版）、2015年2月25日掲載、2016年3月9日掲載、2017年2月20日掲載（熊本県版）、2018年10月8日掲載、2019年2月8日掲載

#### 朝日新聞
2015年1月21日掲載（宮城県版）、2015年3月14日掲載、2015年3月19日掲載、2015年5月11日掲載、2015年8月11日掲載、2015年8月14日掲載、2016年4月21日掲載、2016年9月5日掲載（東京地域面）、2017年8月31日掲載（東京版）、2018年7月12日掲載、2018年7月24日掲載、2018年8月16日掲載、2019年5月10日掲載、2019年12月24日掲載、2020年3月17日掲載

#### 毎日新聞
2015年2月25日掲載、2015年3月13日掲載（首都圏版）、2015年3月17日掲載（宮城県版）、2016年4月16日掲載、2017年7月16日掲載、2018年7月17日掲載、2018年7月25日掲載（岡山地方版）、2018年11月9日掲載、2019年11月24日掲載

#### 日本経済新聞
2016年4月23日掲載

#### 東京新聞
2019年1月7日掲載、2019年11月1日掲載

### 書籍
- 「災害支援手帖」木楽舎（2016年3月2日）
- 「熊本地震 あの時何が」熊本日日新聞（2018年6月18日）
- ブックレット「被災地につなげる災害ボランティア活動ガイドブック」全国社会福祉協議会（2019年7月23日）

### 雑誌
- 「AERA」（2018年8月20日掲載）
- 「小説幻冬1月号」（2018年12月26日）

### テレビ
- 「深層NEWS」BS日テレ（2016年3月2日放送）
- 「NEWS ZERO」日本テレビ（2016年3月10日放送）
- 「Nスタ」TBSテレビ（2016年4月20日放送）
- 「首都圏ニュース」NHK（2016年7月18日放送）
- 「ひるまえほっと」NHK（2016年9月2日放送）
- 「NEWS ZERO」日本テレビ（2018年7月10日放送）
- 「あさイチ」NKH（2018年7月18日放送）
- 「首都圏ネットワーク」NHK（2018年8月6日放送）
- 「明日へつなげよう　証言記録東日本大震災」（2018年9月2日放送）
- 「おはよう日本」NHK（2019年11月13日放送）
- 「とくダネ！」フジテレビ（2019年11月15日放送）
- 「NEWS ZERO」日本テレビ（2019年12月26日放送）
- 「おはよう日本」NHK（2020年3月5日放送）

### ラジオ
- 「Session-22」TBSラジオ（2016年3月10日放送）
- 「先読み！夕方ニュース」NHKラジオ（2016年4月20日放送）
- TBSラジオ（2017年8月23日放送）
- 「ごごラジ」NHKラジオ第1（2017年9月1日放送）
- 「ごごラジ」NHKラジオ第1（2018年7月20日放送）
- 「荻上チキ・Session-22」TBSラジオ（2018年10月29日放送）
- 「Nらじ」NHK（2019年1月8日放送）
- 「Nらじ」NHK（2020年1月16日放送）

### 論文
- 「コミュニティ心理学研究」コミュニティ心理学研究第23巻第2号（2020年3月31日掲載）

※一部抜粋して掲載